# Route nationale 7 (Luxembourg)
Pour les articles homonymes, voir N7 et Route nationale 7.
La route nationale 7 (luxembourgeois : Nationalstrooss 7), appelée aussi route du Nord, est une route nationale reliant Luxembourg à la pointe nord du pays (frontière belge) en passant par Ettelbruck. Elle est en partie classée comme route européenne 421.

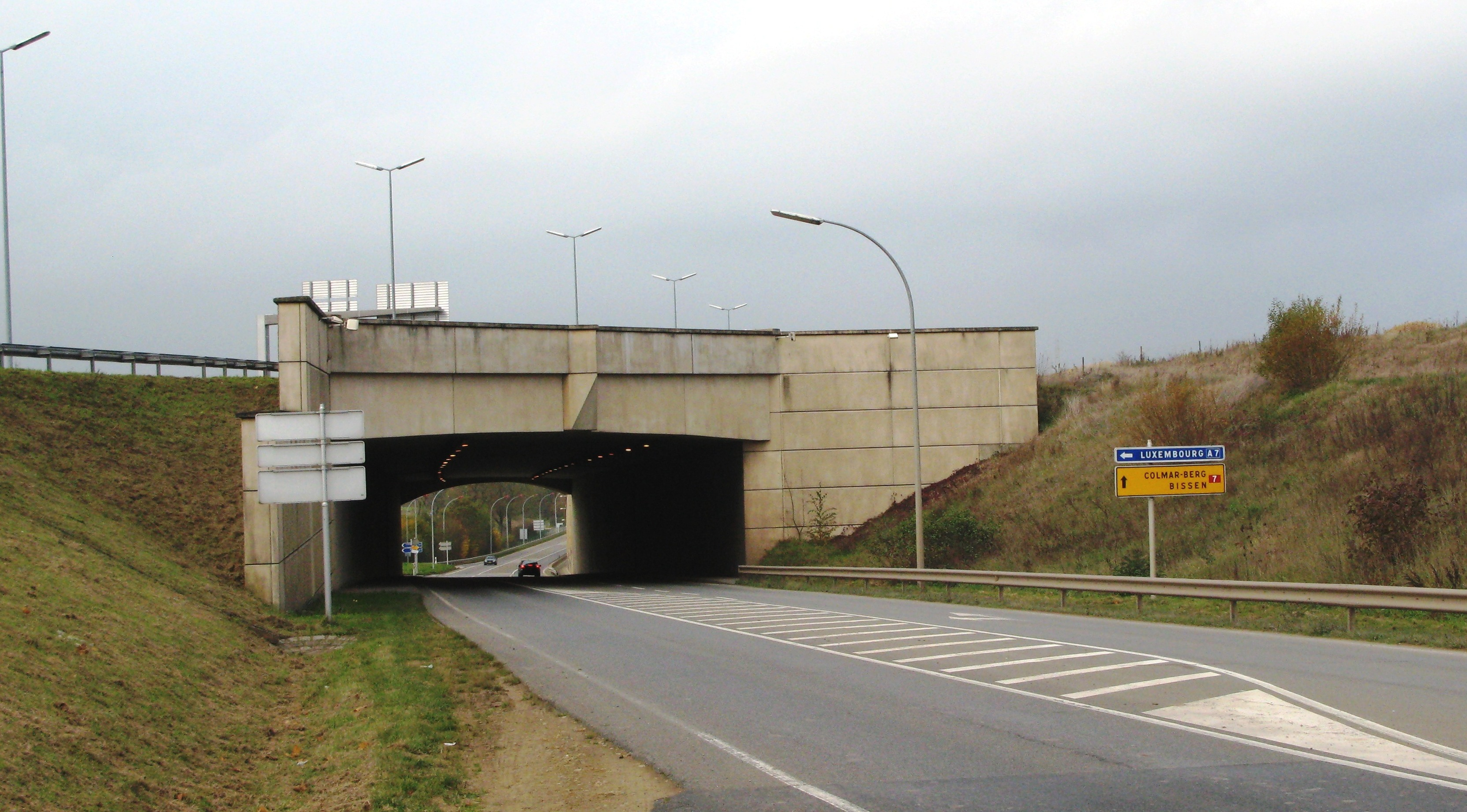
La N7 passant sous l’A7 à Mersch.